# Shorea sumatrana
Shorea sumatrana är en tvåhjärtbladig växtart som först beskrevs av V. Sloot., och fick sitt nu gällande namn av Desch. Shorea sumatrana ingår i släktet Shorea och familjen Dipterocarpaceae. Inga underarter finns listade i Catalogue of Life.